# Carillon (Québec)
Pour les articles homonymes, voir Carillon (homonymie).
Ne doit pas être confondu avec Fort Carillon.
Carillon est un village compris dans le territoire de la municipalité de Saint-André-d'Argenteuil, en Argenteuil, au Québec (Canada).
Implanté sur la rive gauche de la rivière des Outaouais au pied du Long-Sault, Carillon est un nœud majeur des réseaux de transport du xviie au xxe siècle. Riche en histoire, le village accueille deux lieux historiques nationaux du Canada, soit le canal de Carillon et la caserne de Carillon.

## Toponymie
Le village est nommé d'après Philippe Carion, sieur Dufresnoy, un officier du régiment de Carignan et marchand de fourrures à qui est concédé un arrière-fief à Montréal en 1671. Le nom Carion ou Carrion est signalé dès 1686 dans le journal du chevalier de Troyes afin d'identifier une île dans la rivière des Outaouais au pied du Long-Sault.
La municipalité de Saint-André-d'Argenteuil a porté pendant une courte période le nom de Saint-André―Carillon après la fusion des territoires de Saint-André-Est, Saint-André-d'Argenteuil et Carillon en 1999.
Le village de Pointe-Fortune, sur la rive opposée de la rivière des Outaouais, était autrefois nommé Petit-Carillon, étant le corollaire géographique de Carillon sur la rive droite,.

## Géographie
Le village est, avec Saint-André-Est, l'un des deux noyaux urbanisés de la municipalité de Saint-André-d'Argenteuil. Il est situé à l'ouest de Saint-André-Est et à l'est de Chatham.
Il est implanté aux abords de la rivière des Outaouais, au pied des rapides du Long-Sault.

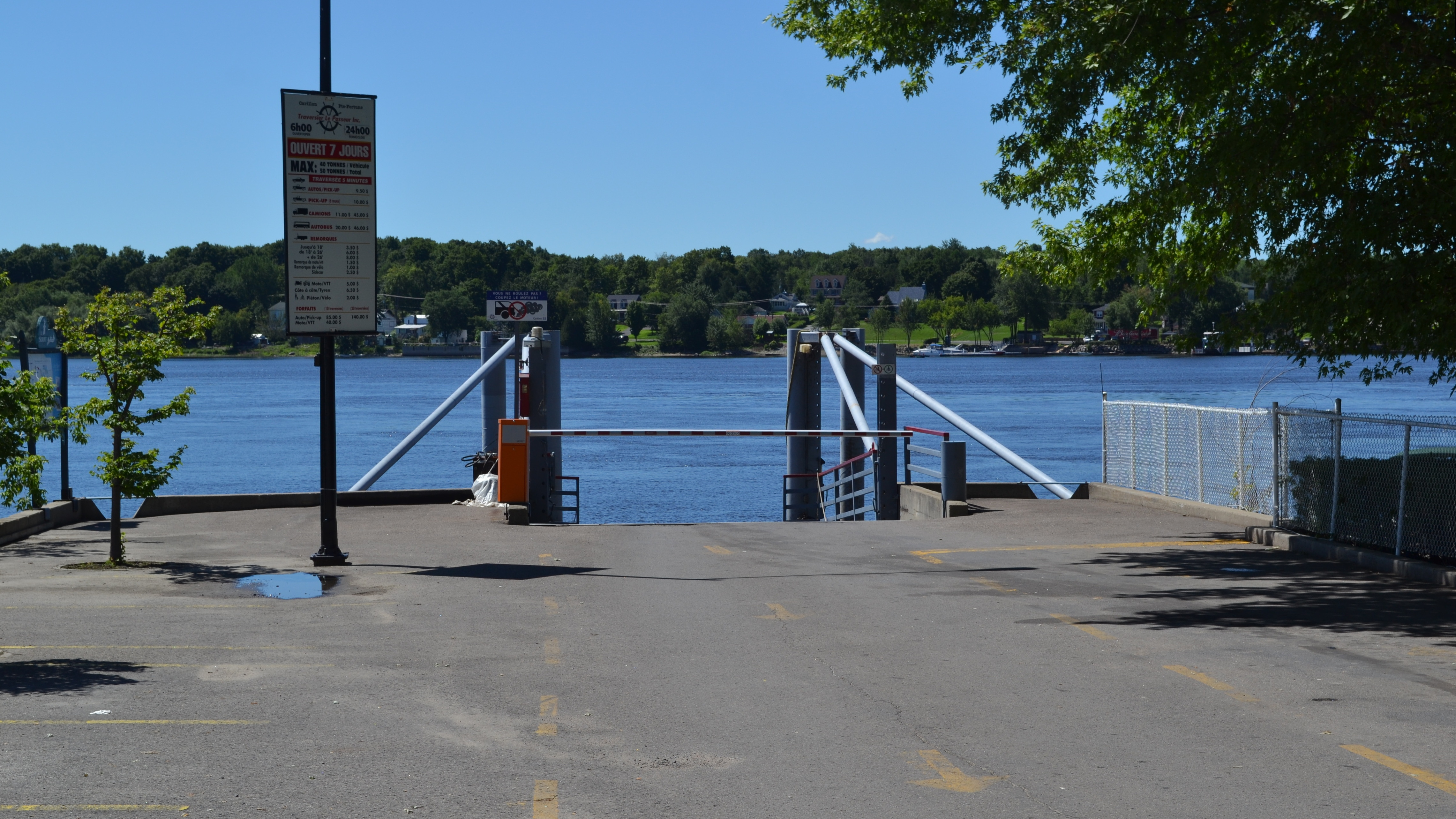
Le quai du traversier.

Le village est localisé le long de la route du Long-Sault (route 344). Un service de traversier relie Carillon à Pointe-Fortune, de l'autre côté de l'Outaouais. Lorsque les conditions le permettent, un pont de glace remplace la navette fluviale durant l'hiver,.
En 2021, on y dénombre 266 habitants.

## Histoire
Le lieu, implanté stratégiquement au pied de rapides sur une voie navigable, était, déjà au xviie siècle, fréquenté pour le portage par les Algonquins, qui nommaient les rapides Quenechouan ou Kinodjiwan (« grand rapide »),. La bataille du Long-Sault des guerres franco-iroquoises a lieu en 1660 au pied des rapides.
Au xviiie siècle, Carillon constitue la frontière entre la province de Québec et les territoires algonquins.

En 1818, un premier canal est construit sur la rive opposée, à Pointe-Fortune, mais celui-ci s'avère rapidement désuet. La guerre anglo-américaine de 1812 met au jour l'absence d'alternative navigable au fleuve Saint-Laurent entre Kingston et Montréal, les principales villes militaires de l'Amérique du Nord britannique. L'issue ambiguë de la guerre catalyse la construction d'un réseau de canaux le long de l'Outaouais et de la rivière Rideau. Un réseau de trois canaux est construit de 1819 à 1833 afin de contourner les rapides du Long-Sault : le canal de Grenville, le canal de Chute-à-Blondeau et le canal de Carillon. De nombreux ouvriers irlandais affectés à la construction du canal s'installent à Carillon. 

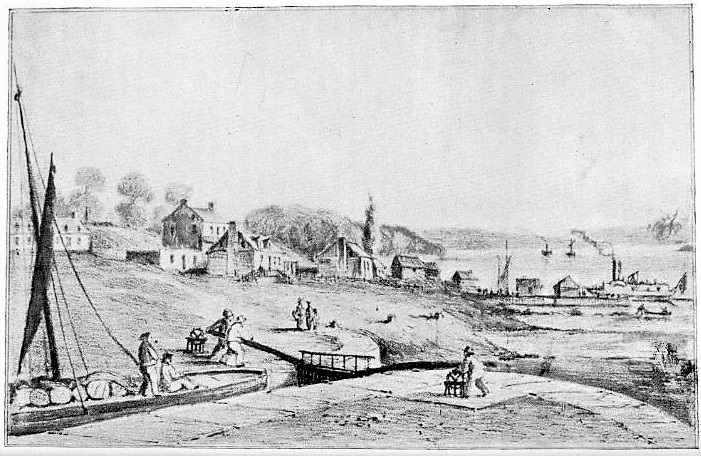
Carillon et le canal en 1850.
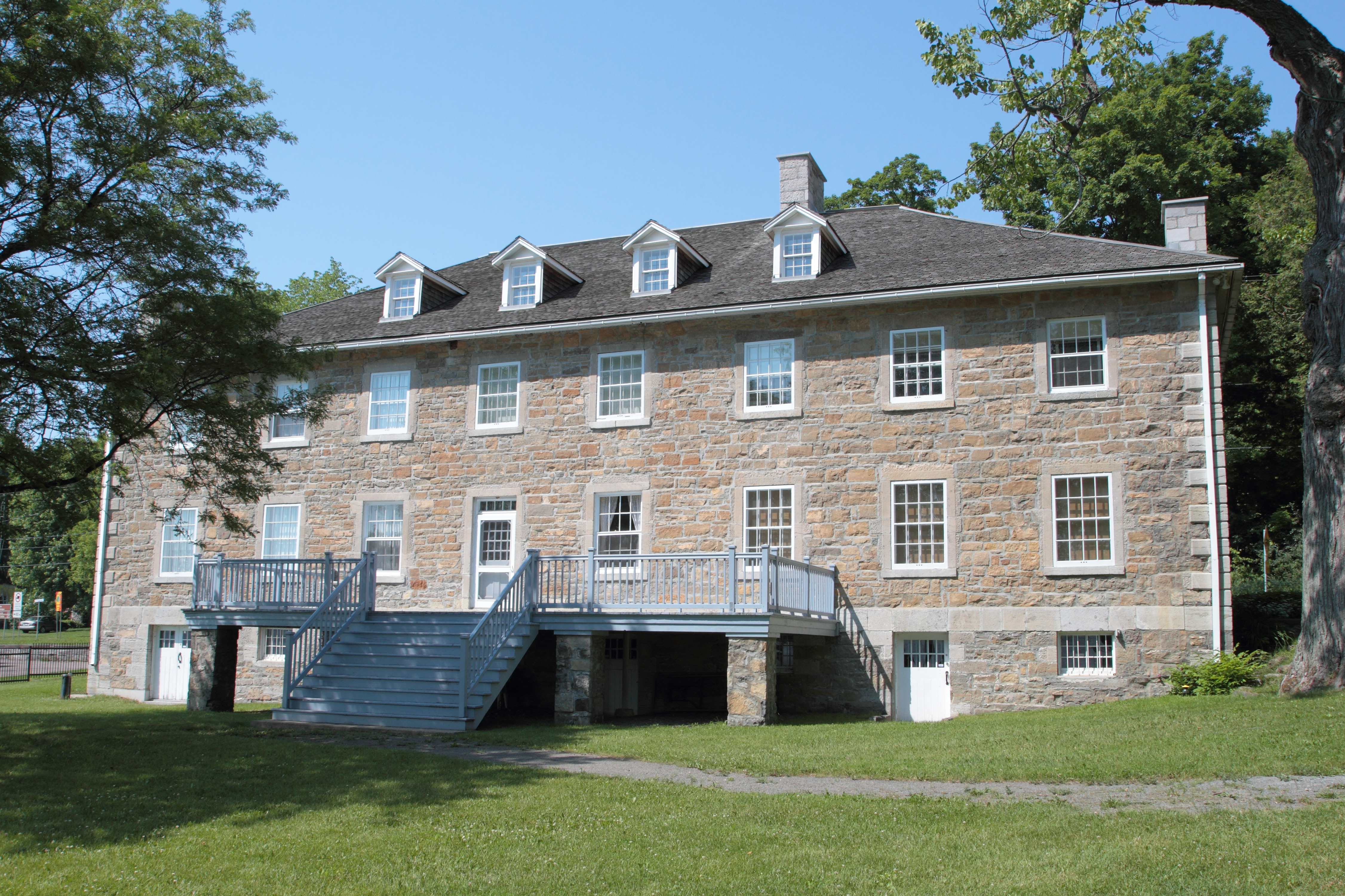
La caserne de Carillon, ancien hôtel et baraquement.

La caserne de Carillon est construite en tant qu'hôtel entre 1830 et 1837 afin d'offrir de l'hébergement aux voyageurs qui naviguent sur la rivière des Outaouais. Le bâtiment est utilisé comme caserne par l'armée britannique lors de la rébellion des Patriotes. Il retrouve par après sa fonction d'hôtel pour une centaine d'années.

De 1854 à 1910, Carillon est relié à Grenville par un chemin de fer de portage (en), le chemin de fer Carillon et Grenville, assurant la relève des bateaux à vapeur qui ne peuvent franchir les rapides du Long-Sault.

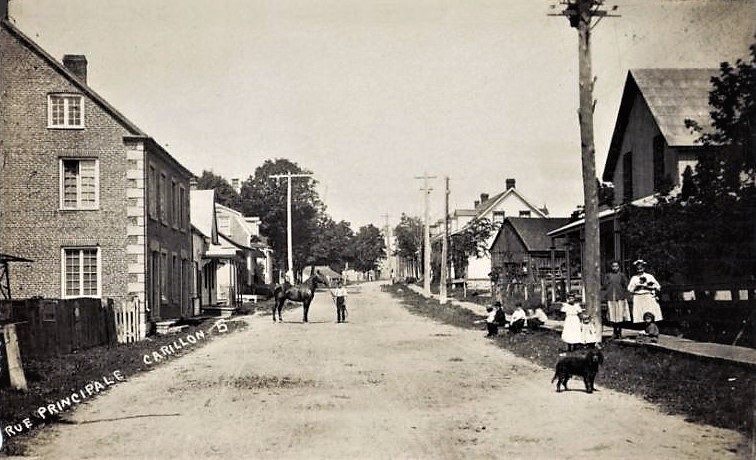
La rue Principale vers 1910.
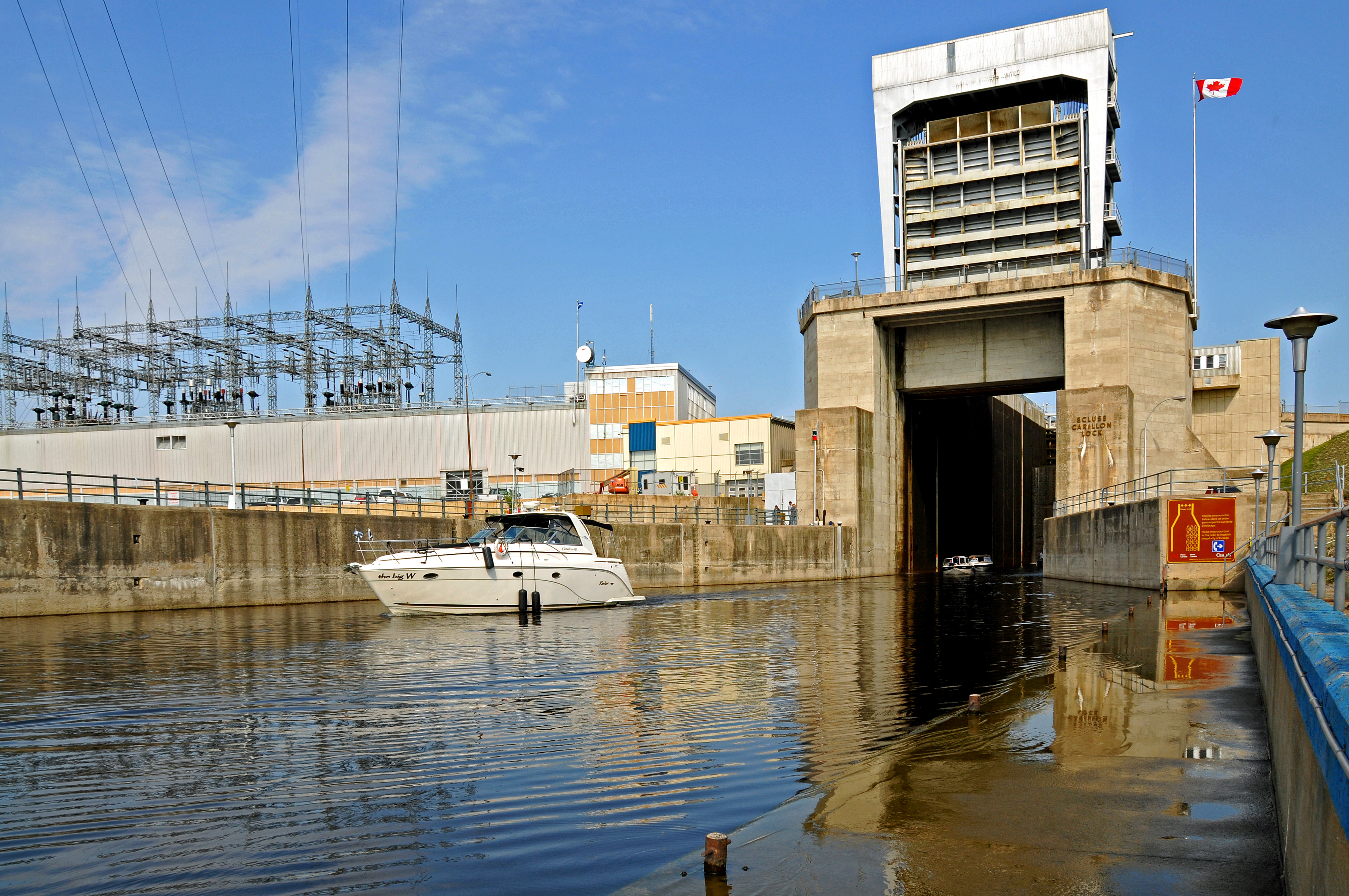
Le canal et la centrale de Carillon en 2008.

La centrale de Carillon, première centrale hydroélectrique dont la conception et la maîtrise d'œuvre est assurée par des ingénieurs québécois, est construite de 1960 à 1962.
La municipalité de paroisse d'Argenteuil est créée en 1845. La municipalité de village de Carillon est détachée de la municipalité de paroisse en 1887. Elle est fusionnée de nouveau avec la paroisse de Saint-André-d'Argenteuil et le village de Saint-André-Est en 1999 afin de former la municipalité de Saint-André-d'Argenteuil,.